# Stationsplein (Lokeren)
Het stationsplein is een plein gelegen voor het station van de Belgische stad Lokeren. Elke zondag wordt hier een rommelmarkt georganiseerd.

## Geschiedenis
In de tweede helft van de 19de eeuw werd het station gebouwd. Toen was het stationsplein helemaal ingenomen door het toenmalig goederenstation dat naast het station lag. Al snel werd dat goederenstation verkleind waardoor ruimte vrijkwam voor het stationsplein en een groter stationsgebouw. Na de Tweede Wereldoorlog was het vorige stationsgebouw zwaar beschadigd door bombardementen, en werd het volledig afgebroken en kwam het huidig gebouw in de plaats. Het Stationsplein werd toen ook volledig heraangelegd. Het Stationsplein breidde ook rond 1970 uit naar het westen, toen het goederenstation werd gesloten en uitgebroken.

## Ligging
Het Stationsplein bevindt zich zuidwaarts van het station. Het ligt parallel met spoorlijn 59, en wordt omringd door de straten Groendreef, Stationsplein en Durme.